# Вельо Мандулов
Вельо Атанасов Мандулов е български народен учител, залесител и читалищен деятел.
Едва десет годишен Вельо се включва в революционните борби и в подготовката на Априлското въстание. Подвизава се в обкръжението на Танчо Шабанов, като пълни фишеците с барут, употребявани по времето на бунта.
През годините учителят развива активна народополезна дейност. Председател и едновременно с това и секретар е на Народното читалище в града. На тази длъжност е избиран за два мандата: първия през 1905 г. и втория през 1920 г. Вельо Мандулов участва като един от вдъхновителите при основаването на Дружеството за залесяване в града – първото подобно сдружение в България.
По времето на войните в началото на XX век Мандулов се включва и в благотворителната дейност в Копривщица. Още в края на 1915 г., след влизането на България в Първата световна война, е учредена Обществена кухня за безплатно изхранване на социално слаби и възрастни копривщенци, включително и семейства на военнослужещи. Вельо е член-домакин на Безплатната ученическа трапезария „Велика и Иван Личеви“.
В духовната сфера той е член секретар на църковното настоятелство на храм „Свети Николай“. Явява се и дописник на вестниците „Борба“ – Пловдив, „Знаме“ и „Радикал“ – София и на списанията „Съзнание“ и „Епоха“.
Като признание за неговия четиридесет и три годишен учителски стаж Вельо Мандулов е удостоен със званието Народен учител. Член е на Българския учителски съюз и Пирдопското учителско околийско дружество.

## Семейство
Вельо Мандулов създава семейство, като се оженва за Койка Чипева, с която имат седем деца: Петко, учител и началник отдел „Просвета“ в Пловдив, Никола, директор на предприятие „Напредък“ в Пловдив, Елисавета, аптекарка и Нора.